# Франсуа Лонсені Фалль
Франсуа Лонсені Фалль (нар. 1949) — гвінейський дипломат і політик, прем'єр-міністр країни з лютого до грудня 2004 року за часів президентства Лансани Конте. З грудня 2010 до жовтня 2012 обіймав посаду голови секретаріату президента, після чого був призначений на пост державного міністра та міністра закордонних справ. У січні 2022 року Франсуа Луансі Фолл залишає посаду спеціального представника ООН у Центральній Африці.